# Czudec (gmina)
Czudec [ˈt͡ʂudɛt͡s] est une commune rurale de la voïvodie des Basses-Carpates et du powiat de Strzyżów. Elle s'étend sur 84,96 km2 et comptait 11 569 habitants en 2004.
Elle se situe à environ 8 kilomètres au nord-est de Strzyżów et à 16 kilomètres au sud-ouest de Rzeszów, la capitale régionale.